# Cascate del Nilo Azzurro
Le cascate del Nilo Azzurro sono cascate situate in Etiopia. Conosciute come Tis Issat o Tissisat in amarico,  sono situate nella prima parte del corso del fiume, a circa 30 km dalla cittadina di Bahir Dar e dal lago Tana.

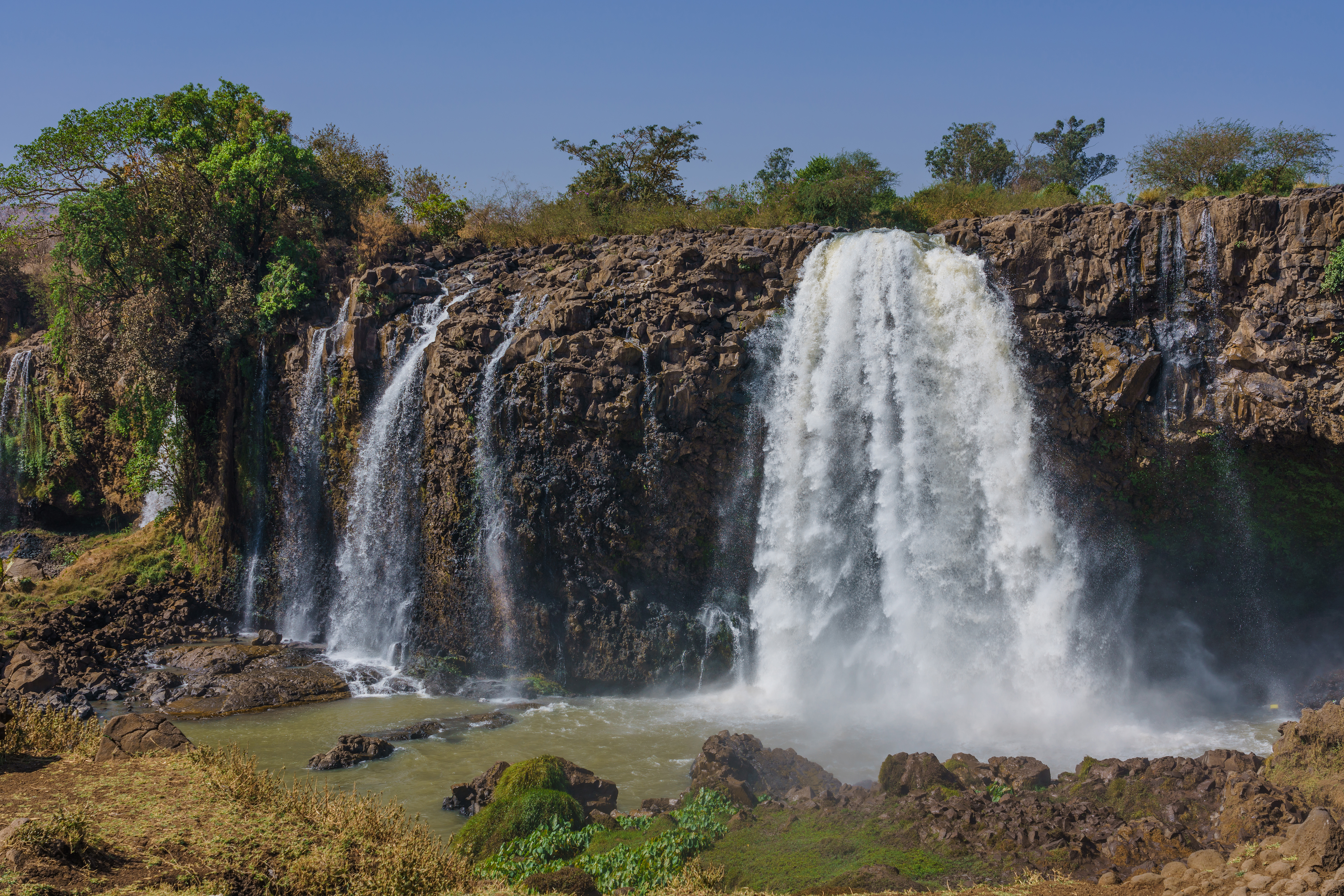
Cascate del Nilo Azzurro

Le cascate, che si stima siano alte dai 37 ai 45 metri, consistono di quattro corsi d'acqua che variano da gocciolii nella stagione secca ai 400 metri di ampiezza durante quella delle piogge. La regolazione del lago Tana influisce molto sulle cascate e, a partire dal 2003, una centrale idroelettrica preleva una gran parte dell'acqua che prima fluiva per le cascate. Sono considerate una delle attrazioni turistiche più conosciute in Etiopia.
A breve distanza seguendo la corrente, si trova il primo ponte di pietra costruito in Etiopia, edificato per volere dell'imperatore Susenyos nel 1626. La costruzione fu supervisionata da architetti provenienti da Spagna e India.

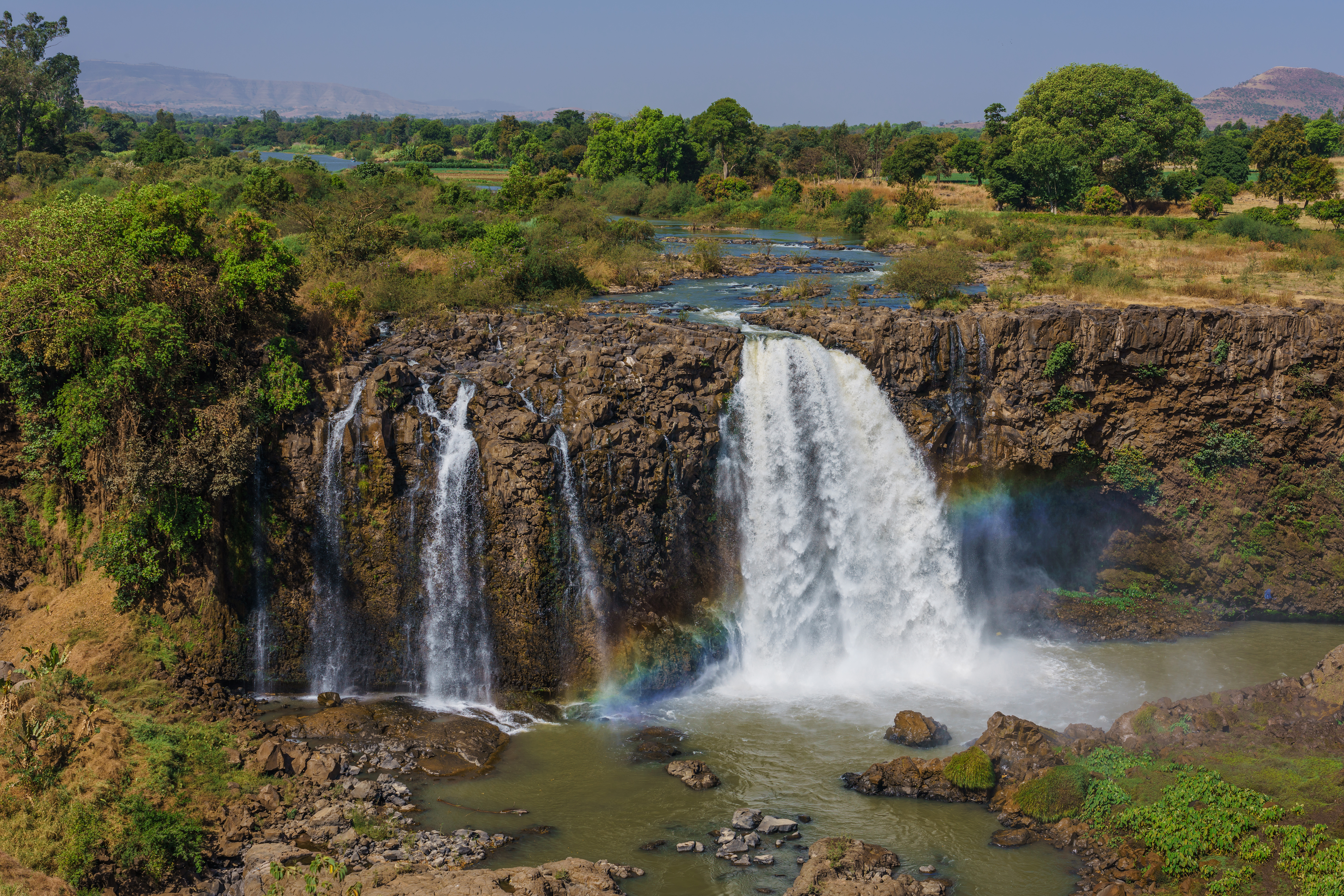
Le cascate Tissisat